# Thomas Rymer Jones
Thomas Rymer Jones (* 20. März 1810 in Whitby; † 10. Dezember 1880 in der Castletown Road, West Kensington, London)  war ein britischer Zoologe und Anatom.

## Leben
Jones war der Sohn eines Kapitäns der Royal Navy und studierte Medizin am Guy’s Hospital in London und in Paris. Er wurde 1833 Mitglied des Royal College of Surgeons (MRCS), konnte aber nicht praktizieren, da er schlecht hörte. Er war ein Schüler von Georges Cuvier in Paris.
1836 bis 1874 war er Professor für vergleichende Anatomie am King’s College London. Außerdem war er 1841 bis 1844 Fullerian Professor für Physiologie an der Royal Institution und später Examiner für Physiologie an der Universität London.
Neben seinem Lehrbuch über vergleichende Anatomie, das damals ein Standardwerk war, veröffentlichte er populärwissenschaftliche Werke zur Zoologie.
1844 wurde er Mitglied der Royal Society.
Sein Sohn Thomas Manson Rymer-Jones (1839–1894) war Eisenbahningenieur, der unter anderem in Japan und Mittelamerika arbeitete.

## Werke
- General Outline of the Animal Kingdom, and Manual of Comparative Anatomy. Van Voorst, London 1841; archive.org. 1861:  archive.org
- The Aquarian Naturalist, a Manual for the Seaside. Van Voorst, London 1858; archive.org
- The Animal Creation; a popular introduction to Zoology. London 1865; archive.org
- The Natural History of Birds, a popular introduction to Ornithology. London 1867; archive.org
- The Natural History of Animals. 1845–1852 (Fullerian Lectures)
- Mammalia: a popular introduction to Natural History. London 1873

Er übersetzte auch den Abschnitt Vögel aus Brehms Tierleben und gab eine englische Ausgabe heraus (Cassel’s Book of Birds, 1869–1873). Er schrieb viele Artikel zur vergleichenden Anatomie in der Cyclopædia of Anatomy and Physiology von Todd.